# Refugium (tilflugtssted)
 For alternative betydninger, se Refugium. (Se også artikler, som begynder med Refugium)
Et refugium er sted, hvor man kan søge tilflugt, få fred og ro uden at blive forstyrret af andre.
Formålet med et refugiumophold kan være at arbejde med et forskningsmæssigt eller kunstnerisk emne, for at rekreere sig eller for at modtage pleje.

## Eksempler på refugier i Danmark
- Ørslev Kloster
- Klitgården
- Løgumkloster Refugium

| Bygning eller seværdighed | Spire Denne artikel om en bygning, et bygningsværk eller en seværdighed er en spire som bør udbygges. Du er velkommen til at hjælpe Wikipedia ved at udvide den. |